# 王尚辰
王尚辰（1825年—？），字伯垣，號謙齋。合肥人。
道光五年十二月出生。早年是諸生，工於詩，与徐子苓、朱景昭有“合肥三怪”之目。王尚辰与淮军将领刘铭传是至交，贈刘铭传六十大壽對聯有“打吴二鬼起家，曾记金桥烧当典；与翁大胡作对，故违丹诏入山林”之語。卒年不詳。有《謙齋詩集》。譚献曾选其诗與徐子苓、戴家麟所作编为《合肥三家诗》。有子王德名。